# Disastro dello stadio Nazionale del Perù
Il Disastro dell'Estadio Nacional fu una tragedia calcistica avvenuta il 24 maggio 1964 allo stadio Nazionale del Perù di Lima che provocò la morte di 328 persone e il ferimento di circa 4000. Si tratta della tragedia collegata ad un avvenimento calcistico con il più alto numero di vittime mai registrato.

## Avvenimenti
Il 24 maggio 1964 alle ore 15:30 si disputava a Lima la partita tra le nazionali di Perù e Argentina valevole per il Torneo preolimpico organizzato dalla CONMEBOL per la qualificazione al torneo calcistico delle Olimpiadi di Tokyo. Prima della gara l'Argentina occupava il primo posto della classifica mentre il Perù era secondo a pari merito con il Brasile, il match era quindi molto sentito dai tifosi peruviani poiché la loro squadra si giocava la possibilità di qualificazione.
Il primo tempo dell'incontro si concluse a reti inviolate all'insegna dell'equilibro, la ripresa si aprì invece con il gol del vantaggio argentino siglato da Néstor Manfredi. Al 38º minuto del secondo tempo, sempre sul punteggio di 1-0 in favore dell'Argentina, la nazionale peruviana riuscì a pareggiare grazie a Víctor Lobatón che allungando la gamba su un tentativo di rinvio del difensore Andrés Bertolotti anticipò il difensore argentino e mandò il pallone in rete alle spalle del portiere Agustín Cejas. L'arbitro dell'incontro, l'uruguaiano Ángel Eduardo Pazos, inizialmente convalidò il gol ma poi, dopo le veementi proteste argentine, decise di annullarlo per fallo a gamba tesa (la cosiddetta falta de plancha) del calciatore peruviano. 
La decisione fece infuriare il pubblico di casa e due spettatori (Víctor Melasio Campos, soprannominato El Negro Bomba ed Edilberto Cuenca) scavalcarono le recinzioni e invasero il campo di gioco cercando di raggiungere l'arbitro per colpirlo; gli invasori vennero prontamente fermati dalla polizia che non esitò ad utilizzare i cani e le percosse tanto che uno dei due svenne e questo fatto fece arrabbiare ulteriormente le persone sugli spalti che vissero l'accaduto come un abuso di forza. Dalle tribune iniziarono a piovere oggetti lanciati dai sostenitori contro la polizia e diverse altre persone cercarono di entrare in campo; a quel punto l'arbitro, ritenendo a rischio l'incolumità dei giocatori, fischiò la fine dell'incontro e si rifugiò assieme ai calciatori negli spogliatoi dello stadio. La polizia, nel tentativo di placare le violente proteste scoppiate sugli spalti, iniziò a sparare lacrimogeni tra il pubblico creando però il panico generale. Gli spettatori si accalcarono ai cancelli dell'impianto nel tentativo di uscire ma questi erano stati chiusi a chiave per impedire ai tifosi rimasti fuori di entrare allo stadio che aveva già raggiunto la sua massima capienza, di conseguenza in molti rimasero pressati contro le recinzioni spinti dalla folla che cercava di scappare in preda al panico e morirono a causa dell'asfissia indotta dallo schiacciamento.
Quando i cancelli vennero aperti e le persone riuscirono a raggiungere l'esterno dello stadio la rabbia della gente si indirizzò verso gli agenti di polizia, ritenuti colpevoli del disastro, e si generò una vera e propria caccia all'uomo che portò alla morte di 4 poliziotti. Nelle ore successive alla partita si scatenò nelle vie adiacenti all'impianto una sommossa popolare che la polizia cercò di placare anche con l'uso delle armi da fuoco, durante i disordini si aggravò ulteriormente il numero dei morti e dei feriti, inoltre fu data alle fiamme una fabbrica e furono saccheggiati diversi negozi della zona.
L'arbitro e i giocatori, rimasti barricati negli spogliatoi per tutto il tempo, riuscirono ad uscire dallo stadio solo verso le 20:30 quando la rabbia della folla si era placata e solo allora appresero delle dimensioni della tragedia avvenuta nel frattempo.

## Conseguenze
All'indomani della tragedia le autorità proclamarono sette giorni di lutto nazionale. Il numero di vittime accertate dichiarato fu di 312, salito in seguito a 328, ma secondo alcune inchieste successive il numero dei morti sarebbe maggiore in quanto i corpi delle persone decedute negli scontri con la polizia nei pressi dello stadio sarebbero stati occultati dalle autorità e sepolti in una fossa comune. Il magistrato Benjamín Castañeda, che aveva partecipato alle indagini, dichiarò in seguito che su alcuni aspetti della vicenda c'era stato un forte sospetto di insabbiamento.
Lo stadio fu chiuso per consentire la riparazione dei danni, i lavori durarono circa sessanta giorni e vennero modificati molti aspetti dell'impianto per evitare che potessero ripetersi altre tragedie simili. La capienza dello stadio fu inoltre ridotta da 53.000 a 42.000 posti. 
Dal punto di vista penale furono poche le persone perseguite per gli avvenimenti. El Negro Bomba, il tifoso che per primo invase il terreno di gioco dando il via alla contestazione generale venne arrestato e punito per la sua condotta. Jorge de Azambuja, il capo della polizia colpevole di aver ordinato ai suoi agenti di utilizzare i lacrimogeni, venne sottoposto a processo e sette anni più tardi fu condannato a 30 mesi di reclusione. Successivamente venne perseguito anche uno dei magistrati che condussero le indagini sulla tragedia, fu accusato di aver consegnato la relazione sugli avvenimenti in ritardo e di non aver fatto eseguire l'autopsia sui corpi delle vittime. Il ministro degli interni all'epoca dei fatti, Juan Languasco, benché additato da molti come uno dei responsabili del disastro non venne mai formalmente accusato di nulla. In compenso il governo presieduto da Fernando Belaúnde Terry, per scongiurare il ripetersi di altre rivolte popolari, decretò per un mese la legge marziale sul territorio nazionale.
Dal punto di vista sportivo la principale conseguenza fu che il torneo preolimpico venne dichiarato concluso e tutte le partite rimanenti cancellate: l'Argentina fu decretata campione del torneo e si qualificò per le Olimpiadi mentre le nazionali di Brasile e Perù dovettero invece affrontare uno spareggio per definire la seconda qualificata. La partita si disputò il 7 giugno a Rio de Janeiro e terminò con la vittoria dei verdeoro per 4-0.

## Commemorazioni
Ogni anno nell'anniversario della tragedia si svolgono diverse manifestazioni per commemorare le vittime; nel 2014, in occasione del cinquantenario del disastro, è stata celebrata una solenne messa commemorativa nella Cattedrale di Lima officiata dal cardinale Juan Luis Cipriani Thorne.